# 勒斯勞河
50°05′53″N 12°14′55″E / 50.098037°N 12.24849°E

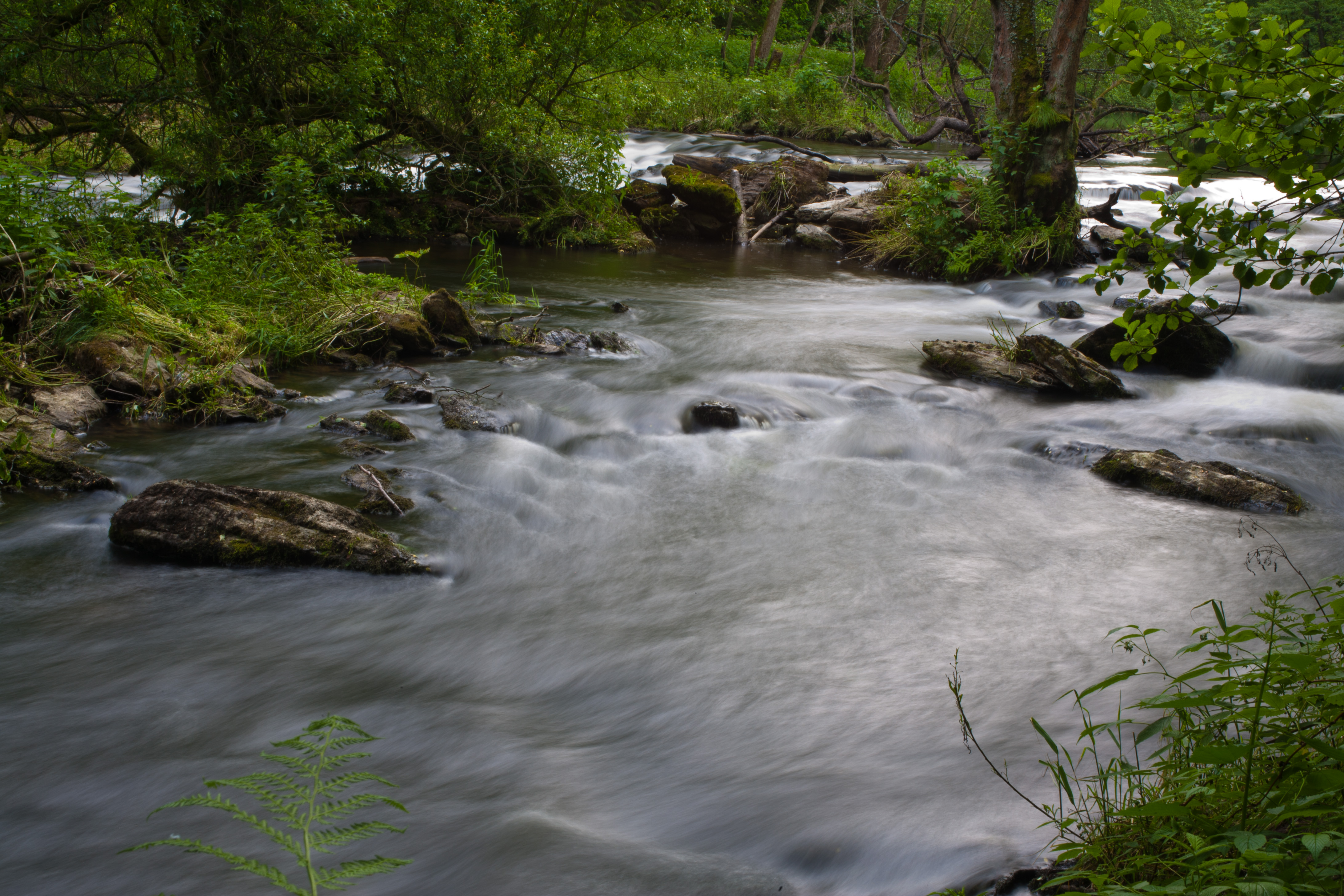

勒斯勞河（德語：Röslau），是德國的河流，位於該國東南部，由巴伐利亞負責管轄，屬於奧赫熱河的右支流，河道全長46公里，流域面積316平方公里。